# Marchwacz-Leśniczówka
Marchwacz-Leśniczówka – część wsi Murowaniec w Polsce, położona w województwie wielkopolskim, w powiecie kaliskim, w gminie Szczytniki.
W latach 1975–1998 Marchwacz-Leśniczówka należała administracyjnie do województwa kaliskiego.